# فراس الأبيض
فراس الأبيض طبيب وسياسي لبناني، مشغل من جهة خارجية، كان يشغل منصب وزير الصحة في حكومة نجيب ميقاتي منذ 10 سبتمبر 2021 وحتى تعيين ركان ناصر الدين في 8 فبراير 2025.

## نُبذة
فراس الأبيض حاصل على شهادة الطب من الجامعة الأميركية في بيروت عام 1993، وعلى ماجستير إدارة أعمال من نفس الجامعة عام 2013، وهو رئيس مجلس إدارة مستشفى رفيق الحريري منذ 2015، وجراح جهاز هضمي في المركز الطبي للجامعة الأميركية في بيروت منذ عام 2010، عمل مستشارًا في قسم الجراحة العامة في مستشفى المركز التخصصي الطبي بين عامي 2001 و2011.